# Making Overtures: The Story of a Community Orchestra
Making Overtures: The Story of a Community Orchestra ist ein kanadischer Dokumentarfilm aus dem Jahr 1984. 

## Handlung
Der Film stellt Chor und Orchester einer Kleinstadt vor. Hervorgehoben werden die Leidenschaft der Musiker, die einfallsreichen Methoden zur Verbesserung der Fähigkeiten und der Gemeinschaftssinn. Auch die Vielfalt an unterschiedlichen Charakteren wird gezeigt. So sind in diesem Ensemble alle Gruppen vertreten, vom Schüler bis zum Rentner, vom Geschäftsmann bis zum Landwirt. Zusammengehalten wird die Gruppe von dem enthusiastischen Orchesterleiter, der alle mit seiner Leidenschaft für die Musik mitreißt.

## Auszeichnungen
1986 wurde der Film in der Kategorie Bester Dokumentar-Kurzfilm für den Oscar nominiert.

## Hintergrund
Die Premiere des Films fand 1984 in Kanada statt.